# Cantón de Puymirol
El cantón de Puymirol era una división administrativa francesa, que estaba situada en el departamento de Lot y Garona y la región de Aquitania.

## Composición
El cantón estaba formado por diez comunas:
- Castelculier
- Clermont-Soubiran
- Grayssas
- Lafox
- Puymirol
- Saint-Caprais-de-Lerm
- Saint-Jean-de-Thurac
- Saint-Pierre-de-Clairac
- Saint-Romain-le-Noble
- Saint-Urcisse

## Supresión del cantón de Puymirol
En aplicación del Decreto n.º 2014-257 de 26 de febrero de 2014, el cantón de Puymirol fue suprimido el 22 de marzo de 2015 y sus 10 comunas pasaron a formar parte del nuevo cantón del Sureste de Agen.